# Amenirdis II.
Amenirdis II., Tochter des Pharaos Taharqa, war um 670 bis 640 v. Chr. Gottesgemahlin des Amun.
Diesen Titel teilte sie bis etwa  650 v. Chr. mit ihrer Adoptivmutter Schepenupet II. Ihre Nachfolgerin in diesem Amt wurde Nebetneferumut (Nitokris I.), Tochter des Pharaos Psammetich I.